# Der Graf (Film)
Der Graf ist der deutsche Titel des US-amerikanischen Two-Reelers „The Count“, den Charlie Chaplin 1916 als fünften Film für die Mutual Co. realisierte. Er verfasste zusammen mit Vincent Bryan und Maverick Terrell auch das Drehbuch. In den USA hieß der Film auch The phoney Nobleman und kam dort am 4. September 1916 in die Kinos.

## Handlung
Schneidergeselle Charlie brennt einem Kunden beim Bügeln ein Loch in seine Hose, woraufhin ihn sein Chef hinauswirft. Der Schneidermeister findet in der Tasche der Hose eine Absage des Grafen Broko auf eine Einladung zu einer Gesellschaft bei Fräulein Geldsack und geht statt seiner hin, wobei er sich als Graf Broko ausgibt. Charlie geht auch hin, aber in die Küche, weil ihm die Köchin gefällt. Leider gefällt die auch einem Diener und einem Polizisten. Der falsche Graf dagegen hat es auf die Dame des Hauses abgesehen. Als er dort auf Charlie trifft, nötigt er ihn, so zu tun, als ob er sein Sekretär wäre. Doch kaum haben sie den Ballsaal betreten, kehrt Charlie kurzerhand die Rollen um. Er spielt nun den Grafen und schwebt alsbald mit der Gastgeberin übers Parkett.
Da erscheint der richtige Graf Broko auf der Bildfläche. Er deckt den Schwindel auf und holt die Polizei. In einer verrückten Verfolgungsjagd kann Charlie gerade noch mal entkommen, während sein Meister verhaftet wird.

## Hintergrund
Der Graf entstand im Lone Star Studio, 1751 Glendale Boulevard, Hollywood. Die Kameraarbeit lag in den Händen von Roland Totheroh und William C. Foster, denen George C. Zalibra assistierte. Für die Ausstattung war der Requisiteur George Cleethorpe verantwortlich. Die technische Leitung hatte Edward Brewer.
Nach Deutschland kam Der Graf erst nach dem Ersten Weltkrieg, wo er unter Titeln wie Charlie als Pseudo-Graf, Charlie als Schneider oder ähnlichen gezeigt wurde.
Im Jahr 1932 kaufte Amedee van Beuren von den Van Beuren Studios die Mutual-Komödien Chaplins auf. Er unterlegte sie mit Musik von Gene Rodemich und Winston Sharples, fügte Geräuscheffekte hinzu und vertrieb sie als Tonfilme über die RKO Radio Pictures, ohne dass Chaplin rechtlich dagegen etwas unternehmen konnte.
Der Graf wurde 2013 im Rahmen des Chaplin-Mutual-Project mit finanzieller Unterstützung durch die George Lucas-Familienstiftung und die The Material World Charitable Foundation restauriert.

## Rezeption
„Chaplin’s anti-authoritarian films gave life to the phantasies of his audience. In The Count (1916) and The Rink (1916) he delighted in lambasting the affectations of elite ‘society’ and and their fawning obsession with European aristocracy.“ (Ross S. 19)
„Der Graf“ war Chaplins bislang aufwändigster und teuerster Film. Die leicht verworrene Geschichte erforderte mehrere große Dekorationen und ziemlich viele Statisten. Die Handlung, in der es wieder einmal darum geht, dass einer vorgibt, ein reicher Mann zu sein, bietet eine gute Grundlage nicht nur für lächerliche Szenen mit absurden gags und lustigem slapstick, sondern auch für Gesellschaftskritik.
Die „Feinen Leute“ werden alle als komplette Naivlinge dargestellt, die auf die Tricks von Charlie und seinem Chéf hereinfallen, sogar dann noch, als diese für Grafen unmögliche Tischmanieren an den Tag legen oder anderes „ungebildetes“ Verhalten zeigen. Sie stellen den Betrug nicht infrage, bis der Tramp betrunken ist und anfängt, mit Torten um sich zu werfen.
Unser Held macht sich sowieso nicht viel Gedanken, er wollte nur die ganze Zeit über seinen Spaß haben (und uns solchen machen) und verkauft sowohl seinen Exchef als auch den ganzen Haufen reicher snobs einfach für dumm.
„Aus den acht oder zehn Filmen, die bis jetzt nach Deutschland gekommen sind, bleibt eine Fülle von Einzelheiten haften, deren jede vollendet gespielt ist.“ schrieb Kurt Tucholsky am 22. Juli 1922 im Prager Tageblatt über Chaplins Kunst.
So wartet er in The Count außer mit einem olfaktorischen gag (der stinkende Käse in der Küche) auch mit einem akustischen (im Stummfilm !) auf: während sie Suppe essen, bedeutet Charlie seinem Chéf durch Gesten, er solle nicht so schlürfen, damit er verstehen könne, was Frl. Geldsack (Edna Purviance) zu ihm sagt.
Für Heiterkeit sorgt Chaplins spezielle Art, eine Wassermelone zu verspeisen, er isst sie so, dass er sich danach die Ohren reinigen muss. Sein Spazierstöckchen gebraucht er einmal wie einen Golfschläger, ein anderes Mal wie einen Billardstock, um eine Torte zu demolieren.
„Als Schneidergeselle in The Count nimmt er an einer korpulenten Dame Maß – natürlich entgegen den Regeln. Er tut sich schwer, misst Nase, Ohren, Hals und Fingerlänge, ganz prekär wird es bei besonderen Stellen, wie der Taille. Derweil brennt das Bügeleisen ein Loch in die zugeschnittenen Stoffteile. Als falscher Graf gerät er auf einer Party in eine schnelle Folge urkomischer Situationen. Charlie tanzt Walzer grotesk, Swingfox und Charleston, zieht am Kronleuchter, schwingt in der Hollywoodschaukel, kreiert ein absurdes Capriccio filmischer Bewegungen.“ (Babette Kaiserkern)
Wenn Charlie in The Count Tango tanzt, scheinen der obere und der untere Teil seines Körpers nicht zusammen zu passen, sie drehen sich in verschiedene Richtungen wie der Turm eines Panzerwagens. Als nach der Tortenschlacht das Parkett übermäßig schlüpfrig geworden ist, werden Charlies Bewegungen noch exzentrischer, als liefe er auf Rollschuhen, sein Stöckchen wie den Hebel einer Gangschaltung drehend. (Bilton S. 98)
“In his role as the vagabond, Chaplin represents an underdog that the audience can sympathize with. As the underdog, he is overlooked by society. It is this status as outsider that is key to Chaplin’s success at social commentary. Like the court jester or the Shakespearean fool, the tramp can point out society’s idiosyncrasies without being persecuted. Not only is he not chastised for his critique on society, he is applauded with laughter.” (A. Miller, 2009)

## Wiederaufführungen
Bei der 15. Rostocker Stummfilmnacht in der Nicolaikirche wurde Der Graf am 10. Oktober 2010 zusammen mit Chaplins Filmen Hinter der Leinwand und Der Champion gezeigt. An der Orgel begleitete Dirk Wüstenberg.
Unter dem Motto „Kino wie vor fast 100 Jahren erleben“ wurde er bei einem Stummfilmkonzert für Kinder im Filmmuseum Potsdam am 3. August 2012 zusammen mit Der Feuerwehrmann aufgeführt. Der Film wurde auf der Welte-Kinoorgel begleitet, einem „klanggewaltigen Instrument, das 30 Musiker ersetzen kann“.
Der Kulturkanal Arte strahlte den Film am 24. Dezember 2013 im deutschen Fernsehen aus, begleitet mit Musik von Donald Sosin.
Mehrere Verlage haben Der Graf inzwischen auf DVD in den Handel gebracht.

## Weblinks

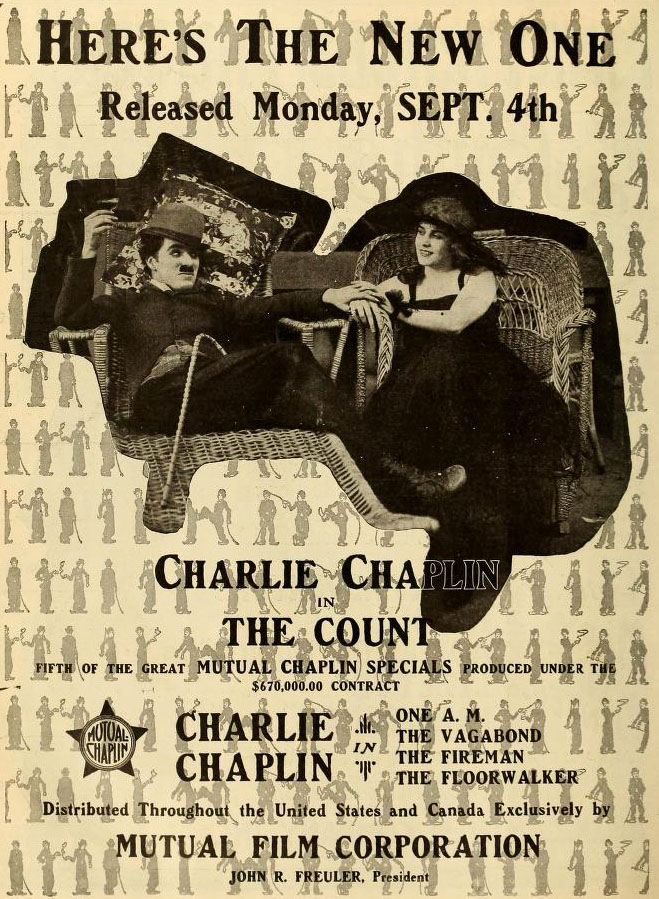
Ankündigung der Mutual Co.